# 報告班長系列
報告班長系列（英語：Yes, Sir!）是一系列 中華民國（臺灣）軍教片，主要以當兵生活為主題。